# 2810 Лав Толстој
2810 Лав Толстој (енгл. 2810 Lev Tolstoj) је астероид главног астероидног појаса чија средња удаљеност од Сунца износи 2,606 астрономских јединица (АЈ).
Апсолутна магнитуда астероида је 12,6.